# Борисовское сельское поселение (Кемеровская область)
Бори́совское сельское поселение — упразднённое муниципальное образование в Крапивинском районе Кемеровской области России. Административный центр — село Борисово.

## История
Борисовское сельское поселение образовано 17 декабря 2004 года в соответствии с Законом Кемеровской области № 104-ОЗ. 

## Население
| 2010  | 2011  | 2012  | 2013  | 2014  | 2015  | 2016  |
| ----- | ----- | ----- | ----- | ----- | ----- | ----- |
| 1522  | ↗1525 | ↘1522 | ↘1521 | ↗1527 | ↘1514 | ↘1511 |
| 2017  | 2018  | 2019  |       |       |       |       |
| ↘1502 | ↘1485 | ↘1451 |       |       |       |       |

## Состав
| № | Населённый пункт | Тип населённого пункта       | Население |
| - | ---------------- | ---------------------------- | --------- |
| 1 | Борисово         | село, административный центр | 1405      |
| 2 | Максимово        | деревня                      | 117       |